# Кватернионы Гурвица
В математике кватернионом Гурвица (или целым числом Гурвица) называется кватернион, компоненты которого либо все целые, либо все полуцелые (половины нечётных чисел; смесь целых и полуцелых недопустима). Множество всех кватернионов Гурвица
{\displaystyle H=\left\{a+bi+cj+dk\in \mathbb {H} \mid a,b,c,d\in \mathbb {Z} \;{\mbox{ или }}\,a,b,c,d\in \mathbb {Z} +{\tfrac {1}{2}}\right\}.}
Можно показать, что H замкнуто относительно умножения и сложения, что делает его подкольцом кольца всех кватернионов.
Кватернион Липшица (или Целое Липшица)  — это кватернион, все компоненты которого  целые числа. Множество всех кватернионов Липшица
{\displaystyle L=\left\{a+bi+cj+dk\in \mathbb {H} \mid a,b,c,d\in \mathbb {Z} \right\}}
формирует подкольцо  в кольце кватернионов Гурвица H.
В качестве группы H является свободной абелевой группой с образующими {½(1+i+j+k), i, j, k}. Она, таким образом, образует решетку в R4. Эта решетка известна как решётка F4, поскольку она является корневой решёткой полупростой алгебры Ли F4. Кватернион Липшица L образует подрешётку в H.
Группа единиц в L образует кватернионную группу Q = {±1, ±i, ±j, ±k}. Группа единиц в H не является абелевой и образует группу 24-го порядка, известную как бинарная группа тетраэдра. Эта группа включает в себя 8 элементов Q и 16 кватернионов {½(±1±i±j±k)}, где знаки берутся в любой комбинации. Кватернионная группа является нормальной подгруппой бинарной группы тетраэдра U(H). Элементы U(H), имея норму 1, образуют вершины 24-гранника, вписанного в 3-сферу.
Норма кватерниона Гурвица, заданного формулой {\displaystyle a^{2}+b^{2}+c^{2}+d^{2}}, всегда представляет собой целое число. По теореме Лагранжа любое неотрицательное целое число можно представить в виде суммы четырёх (или менее) квадратов целых чисел. Таким образом, любое неотрицательное целое число является нормой некоего кватерниона Липшица (или Гурвица). Целое число Гурвица является простым элементом в том и только в том случае, когда его норма — простое число.